# Schizonycha kameruna
Schizonycha kameruna är en skalbaggsart som beskrevs av Moser 1916. Schizonycha kameruna ingår i släktet Schizonycha och familjen Melolonthidae. Inga underarter finns listade i Catalogue of Life.